# 압둘하크 아시크
압둘하크 아시크(아랍어: عبد الحق عشيق,‎ 1959년 3월 11일~)는 모로코의 전직 권투 선수이다. 모로코 국가대표 선수로 활동하여 1988년 하계 올림픽 남자 페더급 종목에서 동메달을 획득했다. 

## 개인사
동생인 무함마드 아시크 또한 권투 선수로 활동했다.